# Leichtathletik-Weltmeisterschaften 2023/Teilnehmer (Paraguay)
| Goldmedaillen | Silbermedaillen | Bronzemedaillen |
| ------------- | --------------- | --------------- |
| —             | —               | —               |

Der Leichtathletikverband Paraguays hat für die Leichtathletik-Weltmeisterschaften 2023 in Paraguay zwei Sportler gemeldet.

## Ergebnisse

### Männer

#### Laufdisziplinen
| Athlet        | Disziplin | Vorlauf              | Vorlauf              | Halbfinale           | Halbfinale           | Finale               | Finale               |
| Athlet        | Disziplin | Zeit                 | Platz                | Zeit                 | Platz                | Zeit                 | Platz                |
| ------------- | --------- | -------------------- | -------------------- | -------------------- | -------------------- | -------------------- | -------------------- |
| César Almirón | 200 m     | nicht auf Startliste | nicht auf Startliste | nicht auf Startliste | nicht auf Startliste | nicht auf Startliste | nicht auf Startliste |
| Derlys Ayala  | Marathon  |                      |                      |                      |                      | DNF                  | DNF                  |